# Cispia charma
Cispia charma är en fjärilsart som beskrevs av Swinhoe 1899. Cispia charma ingår i släktet Cispia och familjen tofsspinnare. Inga underarter finns listade i Catalogue of Life.